# Szlovák Levéltárosok Társasága
A Szlovák Levéltárosok Társasága (szlovákul Spoločnosť slovenských archivárov) a szlovákiai levéltárosok szakmai szervezete. 1990-ben alapították.
A társaság létrehozásának ötletét 1989-ben vetették fel a levéltárosok összszlovákiai összejövetelén Pozsonyban az Állami Központi Levéltárban (ma: Szlovák Nemzeti Levéltár). Az 1990-es közgyűlésen fektették le alapjait, melyen Elemír Rákošt választották elnökké. A szervezetnek akkor 260 tagja volt. Feladatai között a kezdetektől exkurziók (1990 Bécs), szimpóziumok és konferenciák (1990 Čingov, Szlovák Paradicsom, Paleografia, epigrafia a kodikológia dnes) szervezése, ill. a Fórum archivárov nevű periodikum kiadása szerepelt. 1990 után a társaság a levéltárosok anyagi helyzetének javításáért és a szakma nagyobb elismertségéért is kiállt. Az új levéltári törvény (395/2002) előkészítésében és véleményezésében is részt vállalt. Az 1994-es Rajecfürdői közgyűlésen Novák Veronikát választották elnökké. Ezután kezdték el szervezni az úgynevezett Levéltári napokat - a Szlovák Levéltárosok Társaságának minden évben megrendezendő vándorgyűlése. 2000-ben sikerült megjelentetni az új levéltári vezetőt, ill. megünnepelni a selmecbányai Állami központi bányalevéltár fennállásának 50. évfordulóját, 2004-ben pedig a Nemzeti Levéltárét. 2006-ban 388 tagja volt.

## Levéltári napok
- 1997 Poprád
- 1998 Somorja
- 1999 Besztercebánya
- 2000 Vihnye
- 2001 Ürmény
- 2002 Szenc
- 2003 Szentiván
- 2004 Trencsén
- 2005 Kassa
- 2006 Lőcse
- 2007 Zsolna
- 2008 Szakolca
- 2009 Bajmóc
- 2010 Komárom
- 2011 Homonna
- 2012 Nagyszombat
- 2013 Pozsony
- 2014 Eperjes
- 2015 Liptószentmiklós
- 2016 Tátralomnic
- 2017 Túrócszentmárton
- 2018 Igló
- 2019 Nyitra
- 2020 Szomolány

## Elnökei
- 1990-1994 Elemír Rákoš
- 1994-2006 Novák Veronika
- 2006-2010 Zuzana Kollárová
- 2010-2014 Radoslav Ragač
- 2014-2018 Mária Grófová
- 2018 - Martina Orosová

## Külső hivatkozások
- weboldal
- Fórum archivárov